# Iron Chef: Brasil
Iron Chef Brasil é um talent show brasileiro produzido e exibido pela  Netflix, sendo uma versão da norte-americana de mesmo nome, que por sua vez é versão do programa japonês Ryōri no Tetsujin da década de 1990.
No programa Grandes chefs da alta gastronomia brasileira entram na arena para batalhar! Novos talentos da cozinha nacional encaram uma seleção estrelada de Iron Chefs em duelos emocionantes. Na grande decisão, apenas um desafiante luta pelo título da temporada. 
O reality foi anunciado em julho de 2021, e conta com a apresentação de Fernanda Souza e Andressa Cabral. Estreou em 10 de agosto de 2022. 

## Participantes
Abaixo a lista dos participantes desta edição. 
| Participante                    | Equipe      | Resultado  |
| ------------------------------- | ----------- | ---------- |
| Adriano de Laurentiis           | Desafiante  | Eliminado  |
| Bel Coelho                      | Iron Chef   | Vencedora  |
| Bianca Barbosa                  | Desafiante  | Eliminada  |
| Carole Crema                    | Iron Chef   | Vencedora  |
| Fabrício Lemos e Lisiane Arouca | Iron Chef   | Vencedores |
| Felipe Shedler                  | Iron Chef   | Vencedor   |
| Giovana Grossi                  | Iron Chef   | Vencedora  |
| Ieda Matos                      | Desafiante  | Eliminada  |
| Lisiane Arouca                  | Iron Chef   | Vencedora  |
| Michele Crispim                 | Desafiante  | Eliminada  |
| Paulo Rocha                     | Desafiante  | Eliminado  |
| Rafael Gomes                    | Desafiante  | Eliminado  |
| Rodrigo Oliveira                | Iron Chef   | Vencedor   |
| Thiago Castanho                 | Iron Chef   | Vencedor   |
| Walkyria Fagundes e Ygor Lopes  | Desafiantes | Eliminados |

## Episódios
| nº | Título do episódio              | Lançamento           |
| -- | ------------------------------- | -------------------- |
| 1  | "Sabores, Histórias e Lagrimas" | 10 de agosto de 2022 |
| 2  | "De norte ao sul"               | 10 de agosto de 2022 |
| 3  | "Uma Batalha Doce"              | 10 de agosto de 2022 |
| 4  | "Mestres da Competição"         | 10 de agosto de 2022 |
| 5  | "Batalha de Casais"             | 10 de agosto de 2022 |
| 6  | "Desafio da Terra"              | 10 de agosto de 2022 |
| 7  | "Duelo das Aguas"               | 10 de agosto de 2022 |
| 8  | "Batalha Final"                 | 10 de agosto de 2022 |

## Histórico
| Episódio | Duelo                                   | Resultado                       |
| -------- | --------------------------------------- | ------------------------------- |
| 01       | Rodrigo Oliveira X Ieda Matos           | Rodrigo Oliveira 85 pontos      |
| 02       | Felipe Shedler X Michele Crispim        | Felipe Shedler 82 pontos        |
| 03       | Carole Crema X Paulo Rocha              | Paulo Rocha 75 pontos           |
| 04       | Giovana Grossi X Rafa Gomes             | Rafa Gomes 90 pontos            |
| 05       | Fabrício e Lisiane X Walkyria e Ygor    | Fabrício e Lisiane 84 pontos    |
| 06       | Bel Coelho x Bianca Barbosa             | Bel Coelho 85 pontos            |
| 07       | Thiago Castanho X Adriano de Laurentiis | Adriano de Laurentiis 89 pontos |
| 08       | Rafa Gomes x Iron Chefs                 | Iron Chefs 88 pontos            |